# Giro di Germania 2023
Il Giro di Germania 2023, trentasettesima edizione della corsa e valevole come trentasettesima prova dell'UCI ProSeries 2023 categoria 2.Pro, si svolse in quattro tappe, precedute da un prologo, dal 23 al 27 agosto 2023 su un percorso di 724,3 km, con partenza da Sankt Wendel e arrivo a Brema, in Germania. La vittoria fu appannaggio del belga Ilan Van Wilder, il quale completò il percorso in 17h01'18", alla media di 47,549 km/h, precedendo l'austriaco Felix Großschartner e l'olandese Danny van Poppel.

## Tappe
| Tappa   | Data      | Percorso                                        | km    | Vincitore di tappa | Leader cl. generale |
| ------- | --------- | ----------------------------------------------- | ----- | ------------------ | ------------------- |
| Prologo | 23 agosto | Sankt Wendel > Sankt Wendel (cron. individuale) | 2,3   | Ethan Vernon       | Ethan Vernon        |
| 1ª      | 24 agosto | Sankt Wendel > Merzig                           | 178   | Ilan Van Wilder    | Ilan Van Wilder     |
| 2ª      | 25 agosto | Kassel > Winterberg                             | 190   | Gregor Mühlberger  | Ilan Van Wilder     |
| 3ª      | 26 agosto | Arnsberg > Essen                                | 174   | Madis Mihkels      | Ilan Van Wilder     |
| 4ª      | 27 agosto | Hannover > Brema                                | 180   | Arvid de Kleijn    | Ilan Van Wilder     |
| Totale  | Totale    | Totale                                          | 724,3 |                    |                     |

## Squadre e corridori partecipanti
| N.    | Cod. | Squadra             |
| ----- | ---- | ------------------- |
| 1-6   | UAD  | UAE Team Emirates   |
| 11-16 | TBV  | Bahrain Victorious  |
| 21-26 | MOV  | Movistar Team       |
| 31-36 | BOH  | Bora-Hansgrohe      |
| 41-46 | LTK  | Lidl-Trek           |
| 51-56 | SOQ  | Soudal Quick-Step   |
| 61-65 | IPT  | Israel-Premier Tech |
| 71-76 | LTD  | Lotto Dstny         |
| 81-86 | IGD  | Ineos Grenadiers    |
| 91-96 | UAD  | UAE Team Emirates   |

| N.      | Cod. | Squadra                    |
| ------- | ---- | -------------------------- |
| 101-106 | ICW  | Intermarché-Circus-Wanty   |
| 111-116 | UXT  | Uno-X Pro Cycling Team     |
| 121-126 | ADC  | Alpecin-Deceuninck         |
| 131-136 | DSM  | Team DSM-Firmenich         |
| 141-146 | TEN  | TotalEnergies              |
| 151-156 | TUD  | Tudor Pro Cycling Team     |
| 161-166 | Q36  | Q36.5 Pro Cycling Team     |
| 171-176 | SVL  | Saris Rouvy Sauerland Team |
| 181-186 | RNR  | Rad-Net Oßwald             |
| 191-196 | PUS  | P&S Benotti                |

## Dettagli delle tappe

### Prologo
- 23 agosto: Sankt Wendel > Sankt Wendel  – Cronometro individuale – 2,3 km

Risultati
| Pos. | Corridore       | Squadra | Tempo |
| ---- | --------------- | ------- | ----- |
| 1    | Ethan Vernon    | Soudal  | 2'23" |
| 2    | Mads Pedersen   | Lidl    | a 1"  |
| 3    | Maikel Zijlaard | Tudor   | a 3"  |

| Pos. | Corridore       | Squadra | Tempo |
| ---- | --------------- | ------- | ----- |
| 1    | Ethan Vernon    | Soudal  | 2'23" |
| 2    | Mads Pedersen   | Lidl    | a 1"  |
| 3    | Maikel Zijlaard | Tudor   | a 3"  |

### 1ª tappa
- 24 agosto: Sankt Wendel > Merzig – 178 km

Risultati
| Pos. | Corridore           | Squadra | Tempo    |
| ---- | ------------------- | ------- | -------- |
| 1    | Ilan Van Wilder     | Soudal  | 4h17'39" |
| 2    | Felix Großschartner | UAE     | s.t.     |
| 3    | Pavel Sivakov       | Ineos   | s.t.     |

| Pos. | Corridore           | Squadra | Tempo    |
| ---- | ------------------- | ------- | -------- |
| 1    | Ilan Van Wilder     | Soudal  | 4h19'56" |
| 2    | Felix Großschartner | UAE     | a 9"     |
| 3    | Pavel Sivakov       | Ineos   | a 10"    |

### 2ª tappa
- 25 agosto: Kassel > Winterberg – 190 km

Risultati
| Pos. | Corridore         | Squadra  | Tempo    |
| ---- | ----------------- | -------- | -------- |
| 1    | Gregor Mühlberger | Movistar | 4h59'51" |
| 2    | Alex Aranburu     | Movistar | a 10"    |
| 3    | Kevin Vermaerke   | DSM      | s.t.     |

| Pos. | Corridore           | Squadra | Tempo    |
| ---- | ------------------- | ------- | -------- |
| 1    | Ilan Van Wilder     | Soudal  | 9h19'54" |
| 2    | Felix Großschartner | UAE     | a 11"    |
| 3    | Pavel Sivakov       | Ineos   | a 13"    |

### 3ª tappa
- 26 agosto: Arnsberg > Essen – 174 km

Risultati
| Pos. | Corridore        | Squadra     | Tempo    |
| ---- | ---------------- | ----------- | -------- |
| 1    | Madis Mihkels    | Intermarché | 3h59'49" |
| 2    | Danny van Poppel | Bora        | s.t.     |
| 3    | Quinten Hermans  | Alpecin     | s.t.     |

| Pos. | Corridore           | Squadra | Tempo     |
| ---- | ------------------- | ------- | --------- |
| 1    | Ilan Van Wilder     | Soudal  | 13h19'43" |
| 2    | Felix Großschartner | UAE     | a 11"     |
| 3    | Pavel Sivakov       | Ineos   | a 13"     |

### 4ª tappa
- 27 agosto: Hannover > Brema – 180 km

Risultati
| Pos. | Corridore        | Squadra | Tempo    |
| ---- | ---------------- | ------- | -------- |
| 1    | Arvid De Kleijn  | Tudor   | 3h41'35" |
| 2    | Phil Bauhaus     | Bahrain | s.t.     |
| 3    | Marius Mayrhofer | DSM     | s.t.     |

| Pos. | Corridore           | Squadra | Tempo     |
| ---- | ------------------- | ------- | --------- |
| 1    | Ilan Van Wilder     | Soudal  | 17h01'18" |
| 2    | Felix Großschartner | UAE     | a 11"     |
| 3    | Danny van Poppel    | Bora    | a 13"     |

## Evoluzione delle classifiche
| Tappa              | Vincitore          | Classifica generale Maglia rossa | Classifica a punti Maglia verde | Classifica scalatori Maglia blu | Classifica giovani Maglia bianca | Classifica a squadre |
| ------------------ | ------------------ | -------------------------------- | ------------------------------- | ------------------------------- | -------------------------------- | -------------------- |
| Prol.              | Ethan Vernon       | Ethan Vernon                     | Ethan Vernon                    | non assegnata                   | Ethan Vernon                     | Soudal Quick-Step    |
| 1ª                 | Ilan Van Wilder    | Ilan Van Wilder                  | Ethan Vernon                    | Harm Vanhoucke                  | Ilan Van Wilder                  | Soudal Quick-Step    |
| 2ª                 | Gregor Mühlberger  | Ilan Van Wilder                  | Ilan Van Wilder                 | Harm Vanhoucke                  | Ilan Van Wilder                  | UAE Team Emirates    |
| 3ª                 | Madis Mihkels      | Ilan Van Wilder                  | Ethan Vernon                    | Harm Vanhoucke                  | Ilan Van Wilder                  | UAE Team Emirates    |
| 4ª                 | Arvid de Kleijn    | Ilan Van Wilder                  | Ethan Vernon                    | Harm Vanhoucke                  | Ilan Van Wilder                  | UAE Team Emirates    |
| Classifiche finali | Classifiche finali | Ilan Van Wilder                  | Ethan Vernon                    | Harm Vanhoucke                  | Ilan Van Wilder                  | UAE Team Emirates    |

Maglie indossate da altri ciclisti in caso di due o più maglie vinte
- Nella 1ª tappa Mads Pedersen ha indossato la maglia verde al posto di Ethan Vernon e Maikel Zijlaard ha indossato quella bianca al posto di Ethan Vernon.
- Dalla 2ª alla 4ª tappa Kevin Vermaerke ha indossato la maglia bianca al posto di Ilan Van Wilder.
- Nella 3ª tappa Ethan Vernon ha indossato la maglia verde al posto di Ilan Van Wilder.

## Classifiche finali

### Classifica generale - Maglia rossa
| Pos. | Corridore           | Squadra  | Tempo     |
| ---- | ------------------- | -------- | --------- |
| 1    | Ilan Van Wilder     | Soudal   | 17h01'18" |
| 3    | Felix Großschartner | UAE      | a 11"     |
| 3    | Danny van Poppel    | Bora     | a 13"     |
| 4    | Pavel Sivakov       | Ineos    | s.t.      |
| 5    | Alex Aranburu       | Movistar | a 17"     |
| 6    | Kevin Vermaerke     | DSM      | a 18"     |
| 7    | Rasmus Tiller       | Uno-X    | a 20"     |
| 8    | Quinten Hermans     | Alpecin  | a 21"     |
| 9    | Nils Politt         | Bora     | a 22"     |
| 10   | Dylan Teuns         | Israel   | a 23"     |

### Classifica a punti - Maglia verde
| Pos. | Corridore        | Squadra     | Punti |
| ---- | ---------------- | ----------- | ----- |
| 1    | Ethan Vernon     | Soudal      | 39    |
| 2    | Danny van Poppel | Bora        | 28    |
| 3    | Ilan Van Wilder  | Soudal      | 21    |
| 4    | Phil Bauhaus     | Bahrain     | 19    |
| 5    | Madis Mihkels    | Intermarché | 18    |

### Classifica scalatori - Maglia blu
| Pos. | Corridore           | Squadra  | Punti |
| ---- | ------------------- | -------- | ----- |
| 1    | Harm Vanhoucke      | Lotto    | 7     |
| 2    | Florian Stork       | DSM      | 5     |
| 3    | Vincent John        | Rad-Net  | 4     |
| 4    | Frank van den Broek | DSM      | 3     |
| 5    | Vincent Dorn        | Bike Aid | 3     |

### Classifica giovani - Maglia bianca
| Pos. | Corridore        | Squadra | Tempo     |
| ---- | ---------------- | ------- | --------- |
| 1    | Ilan Van Wilder  | Soudal  | 17h01'18" |
| 2    | Kevin Vermaerke  | DSM     | a 18"     |
| 3    | Brandon McNulty  | UAE     | a 27"     |
| 4    | Mathias Vacek    | Lidl    | a 28"     |
| 5    | F. van den Broek | DSM     | a 30"     |

### Classifica a squadre
| Pos. | Squadra            | Tempo     |
| ---- | ------------------ | --------- |
| 1    | UAE Team Emirates  | 51h05'06" |
| 2    | Team DSM-Firmenich | a 8"      |
| 3    | Movistar Team      | a 11"     |
| 4    | Bora-Hansgrohe     | a 24"     |
| 5    | Lidl-Trek          | a 2'28"   |